# Горњи Вијен
Горњи Вијен (фр. Haute-Vienne) департман је у западној Француској. Припада региону Лимузен, а главни град департмана (префектура) је Лимож. Департман Горња Вијена је означен редним бројем 87. Његова површина износи 5.520 км². По подацима из 2010. године у департману Горња Вијена је живело 376.191 становника, а густина насељености је износила 68 становника по км².
Овај департман је административно подељен на:
- 3 округа
- 43 кантона и
- 201 општина.

## Географија

### Клима
| Клима (Горњи Вијен)      | Клима (Горњи Вијен) | Клима (Горњи Вијен) | Клима (Горњи Вијен) | Клима (Горњи Вијен) | Клима (Горњи Вијен) | Клима (Горњи Вијен) | Клима (Горњи Вијен) | Клима (Горњи Вијен) | Клима (Горњи Вијен) | Клима (Горњи Вијен) | Клима (Горњи Вијен) | Клима (Горњи Вијен) | Клима (Горњи Вијен) |
| Показатељ \ Месец        | .Јан.               | .Феб.               | .Мар.               | .Апр.               | .Мај.               | .Јун.               | .Јул.               | .Авг.               | .Сеп.               | .Окт.               | .Нов.               | .Дец.               | .Год.               |
| ------------------------ | ------------------- | ------------------- | ------------------- | ------------------- | ------------------- | ------------------- | ------------------- | ------------------- | ------------------- | ------------------- | ------------------- | ------------------- | ------------------- |
| Средњи максимум, °C (°F) | 6,3 (43,3)          | 8,0 (46,4)          | 10,4 (50,7)         | 12,4 (54,3)         | 16,8 (62,2)         | 20,4 (68,7)         | 23,3 (73,9)         | 24,0 (75,2)         | 20,5 (68,9)         | 15,6 (60,1)         | 10,3 (50,5)         | 7,6 (45,7)          | 14,6 (58,3)         |
| Просек, °C (°F)          | 3,6 (38,5)          | 4,9 (40,8)          | 6,8 (44,2)          | 9,0 (48,2)          | 12,7 (54,9)         | 16,1 (61)           | 18,7 (65,7)         | 18,4 (65,1)         | 16,1 (61)           | 12,3 (54,1)         | 7,2 (45)            | 4,9 (40,8)          | 10,9 (51,6)         |
| Средњи минимум, °C (°F)  | 0,9 (33,6)          | 1,9 (35,4)          | 3,1 (37,6)          | 5,0 (41)            | 8,7 (47,7)          | 11,8 (53,2)         | 14,1 (57,4)         | 13,8 (56,8)         | 11,7 (53,1)         | 8,3 (46,9)          | 4,1 (39,4)          | 2,1 (35,8)          | 7,1 (44,8)          |
| [ тражи се извор ]       |                     |                     |                     |                     |                     |                     |                     |                     |                     |                     |                     |                     |                     |

## Демографија
| 1999.   | 2011.   |
| ------- | ------- |
| 353.893 | 376.058 |